# Арадо Ar 234 Блиц
Арадо Ar 234 Блиц био је први оперативни бомбардер на млазни погон.

## Пројектовање и развој
Развој Ар 234 започет је почетком 1941. године, кад је развој немачких турбомлазних мотора обећавао да ће се са њима моћи направити далеко напреднији борбени авиони, који ће осигурати апсолутну немачку доминацију у ваздушном рату. Процес пројектовања новог турбомлазног бомбардера, преузео је лично на себе, тадашњи директор фабрике Арадо, професор Валтер Блуме. Пројекат је означен као "Е370" и био је одговор на захтев немачког министарства ваздухопловства (ReichsLuftfahrtMisnisterium - RLM) за брзим извиђачким авионом. Због недовољне снаге турбомлазних мотора, авион је требало да буде што лакши. Стога је добио витко ваљкасто тело у чијем носу је осигурано место за једног пилота. Одабрана је конфигурација висококрилца (стандард 30-их година), а мотори су смештени у гондоле под крилима. Министарство ваздухопловства је захтевало авион долета 2150 километра и како би се смањила маса авиона, Блуме је предложио да се уместо класичног стајно трапа са точковима, користе теретним колицима на три точка која су се током узлетања одбацивала. колица су опремили са пет зауставних падобрана, као и хидрауличним кочницама. Током вожње по земљи, пилот је могао управљати колицима помоћу предње "покретне ноге". Слетање се одвијало на једну велику скију, смештену испод трупа авиона, а под сваку гондолу мотора је постављена по једна мања скија, намењена стабилизацији.
Већ при пројектовању, одређена је максимална брзина од 780 км/ч а оперативни плафон 11.000 метара. Борбени радијус дејства требало је да буде око 2.000 километара. Министарство ваздухопловства је одобрило израду два прототипа под војном ознаком Ар 234.
Арадо је силно желео да се докаже на новом подручју, те су два прототипа Ар 234 В-1 и Ар 234 В-2 готово потпуно завршена пре краја 1941. године. Међутим, каснила је испорука турбомлазних мотора Јункерс Јумо 004. Заправо Јункерс Јумо 004 нису стигли у Арадо ни целе следеће године, те су прва два испоручена тек у фебруару 1943. године, а и ти мотори су били предвиђени само за статичке тестове компатибилности са авионом, као и за неке тестове вожње по земљи. Разлог за стално одгађање испоруке мотора, била је у приоритету који је имао Ме-262, те су стога сви расположиви турбомлазни мотори одлазили у Месершмит. Мотори способни за лет Ар 234, испоручени су крајем пролећа 1943. године, тако да је Ар 234 В-1 обавио својпрви лет тек 15. јуна 1943. године. Први летовии су обављени без икаквих проблема, осим што се на прва два лета падобрани на колицима нису отворили, те су колица уништена. До септембра исте године, већ су летела четири прототипа.
И пре првог лета. министарство ваздухопловства је озбиљно разматрало могућност да се Ар 234 претвори у бомбардер. Због тога је фабрици Арадо упућена наруџба за два прототипа у бомбардерској верзији под ознаком Ар 234Б, те је добио име Blitz (Муња). Како је авион био премали да би носио бомбе унутар трупа, морало се пронаћи простора за ношење бомбе на спољним носачима. Уз то је добио и класични стајни трап типа трицикла, јер су се скије показале као врло лоше решење, али и да би добио простор испод гондола мотора за ношење бонби.
Програм развоја знатно је успорен када се 2. октобра 1943. године срушио Ар 234 В-2 због квара на мотору. При паду је погинуо и пилот. Упркос томе, Хитлеру је Арадо Ар 234 представље крајем новембра те године. Након тога је на Хитлеров лични захтев, развој знатно убрзан, те је добио исти статус као и Ме-262.
Посебно је убрзан рад на бомбардерској верзији, те су у кратком времену довршена још четири прототипа. Прототип Ар 234 В-5 је добио нове моторе Јункерс Јумо 004Б-0 који су имали потисак од 8,2 килограма (као и мотори на првим прототиповима) али су били 90 килограма лакши. Прототипови Ар 234 В-6 и Ар 234 В-8 добили су турбомлазне моторе БМВ 003, потиска 7,85 кило њутна. Иако су мањег потиска од Јункерсових, мотори БМВ су имали и знатно мању тежину, тако да се летне карактеристике нису битно нарушиле. Та два прототипа посебно су важна, јер су то први четворомоторни авиони на млазни погон. Арадо Ар 234 В-6 је имао четири мотора под крилима, сваки смештен у засебну гондолу, док је Ар 234В-8 имао моторе смештене у две двоструке гондоле. И једно и друго решење, касније ће се применити на већем броју војних и цивилних авиона. Након летних испитивања, закључено је да је решење са двоструким гондолама успешније, пошто су појединачне гондоле стварале аеродинамичке проблема.
Од трећег прототипа па надаље сви Ар 234 су опремљени са по два ракетна мотора, намењених скраћењу стазе за узлетање, која су поставили на крила иза гондола турбомлазних мотора. Сваки од ракетних мотора Валтер 109-500 је имао масу од 280 килограма и потисак од 4,9 кило њутна у секунди рада. Након узлетања мотори су се одбацивали и на земљу спуштали помоћу падобрана. Авиони су опремљени уређајем који је аутоматски искључивао други ракетни мотор ако би један затајио, како би се спречило неконтролисано скретање авиона.
Први прототип са стајним трапон са точковима, довршен је тек почетком 1944. године и добио је ознаку Ар 234 В-9 или Ар 234Б-0. Први лет је обавио 10. марта 1944. године, у време кад је већ покренута серијска производња. До краја јуна исте године, већ је испоручено првих 20 предсеријских Ар 234Б. Упркос томе, амбициозан план о великосеријској производњи морао је бити одбачен јер су током задње недеље фебруара 1944. године савезнички бомбардери масовно напали немачке погоне за производњу авиона и знатно смањили производне капацитете. Иако је тај напад заобишао Арадове погоне који су били изван домета савезничких бомбардера, напади су оставили озбиљног трага у могућности набавке разних авио делова, а посебно мотора.
У марту 1944. године Арадо је опремио Ар 234 В-5 и Ар 234 В-7 камерама и предао специјалној извиђачкој јединици Луфтвафе, ради тестирања употребљивости авиона у извиђачким задацима, али и да би се јединице упознале са новим типом авиона. Савезничко искрцавање у Нормандији дало је тим авионима прилику да се први пут искажу у рату. Наиме, савезнички ловци су доминирали изнад плажа Нормандије и обарали све немачке извиђачке авионе, тако да су све команде у Француској и Берлину остале без нужних информација о величини инванзије и смеровима савезничких напредовања. Чинило се да би управо Ар 234 В-5 и Ар 234 В-7 због своје велике брзине могли пробити савезничку одбрану и сигурно обавити задатке. Зато су 25. јула 1944. године упућена у Француску. Међутим, један је морао да се врати, док је други стигао сигурно на одредиште. Остао је неоперативан целих недељу дана, јер су узлетна колица, ракетни мотори и остала опрема у Француску послати камионима. Први оперативни лет, изведен је 2. августа 1944. године. Част је припала поручнику Ериху Сомеру, који је лет изнад обала извео не висини од 9200 метара и брзином од 740 км/ч. Сомер се вратио жив и здрав јер су га висина лета и брзина учинили неухватљивим за савезничке ловце. Заправо, тен након рата се дознало да га нису ни открили. Снимке које је донео запрепастиле су Берлин јер су показале да се на обалама Нормандије налази 1.500.000 војника са свим потребним наоружањем. Тог дана је у Француску стигао и други авион, те су они у идуће три недеље заједно обавили 13 извиђачких мисија, а да ниједном их савезнички ловци нису успели пресрести, а камоли напасти.

## Оперативно коришћење
Иако је пројектован као бомбардер често се користио као извиђачки авион. У ситуацијама где се користио као бомбардер било га је скоро немогуће пресрести ловцима. Како је пројектован и израђен у каснијим фазама Другог светског рата број произведених примерака је био мали: свега око 200 комада. То је истовремено био и последњи авион нацистичке Немачке који је прелетео Енглеску у априлу 1945.
Познат као Блиц мада је то име најчешће приписивано бомбардерској B-2 варијанти он је, заједно са Месершмитом Me 262, поставио основе за развој данашње млазне војне авијације.

## Земље које су користиле овај авион
| - Нацистичка Немачка |